# MIL-88B

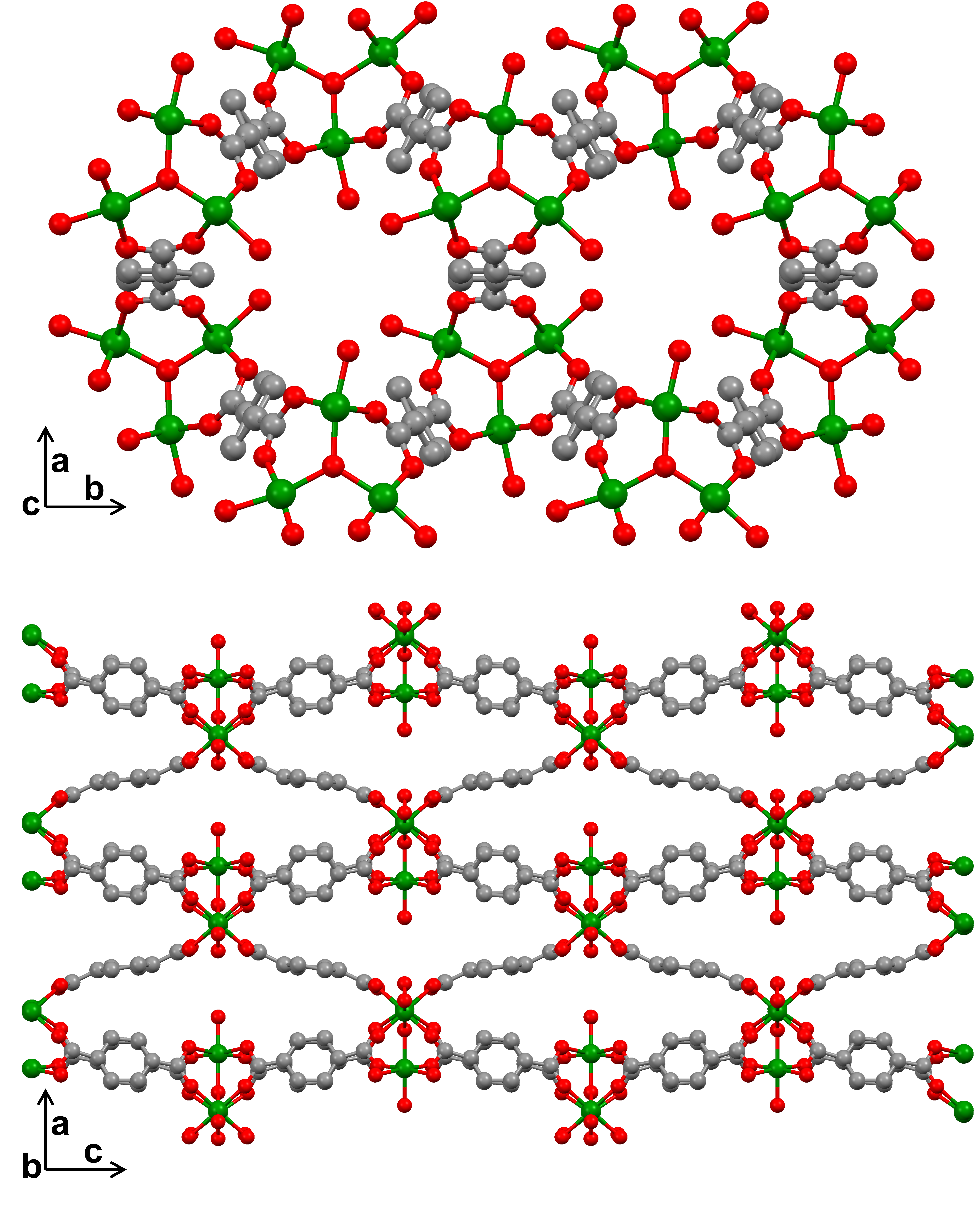
Kristallstruktur von MIL-88B. Ansicht entlang der c-Achse (oben) und entlang der b-Achse (unten). Metallzentren: grün, Sauerstoff: rot, Kohlenstoff: grau, Wasserstoffatome sind nicht dargestellt.

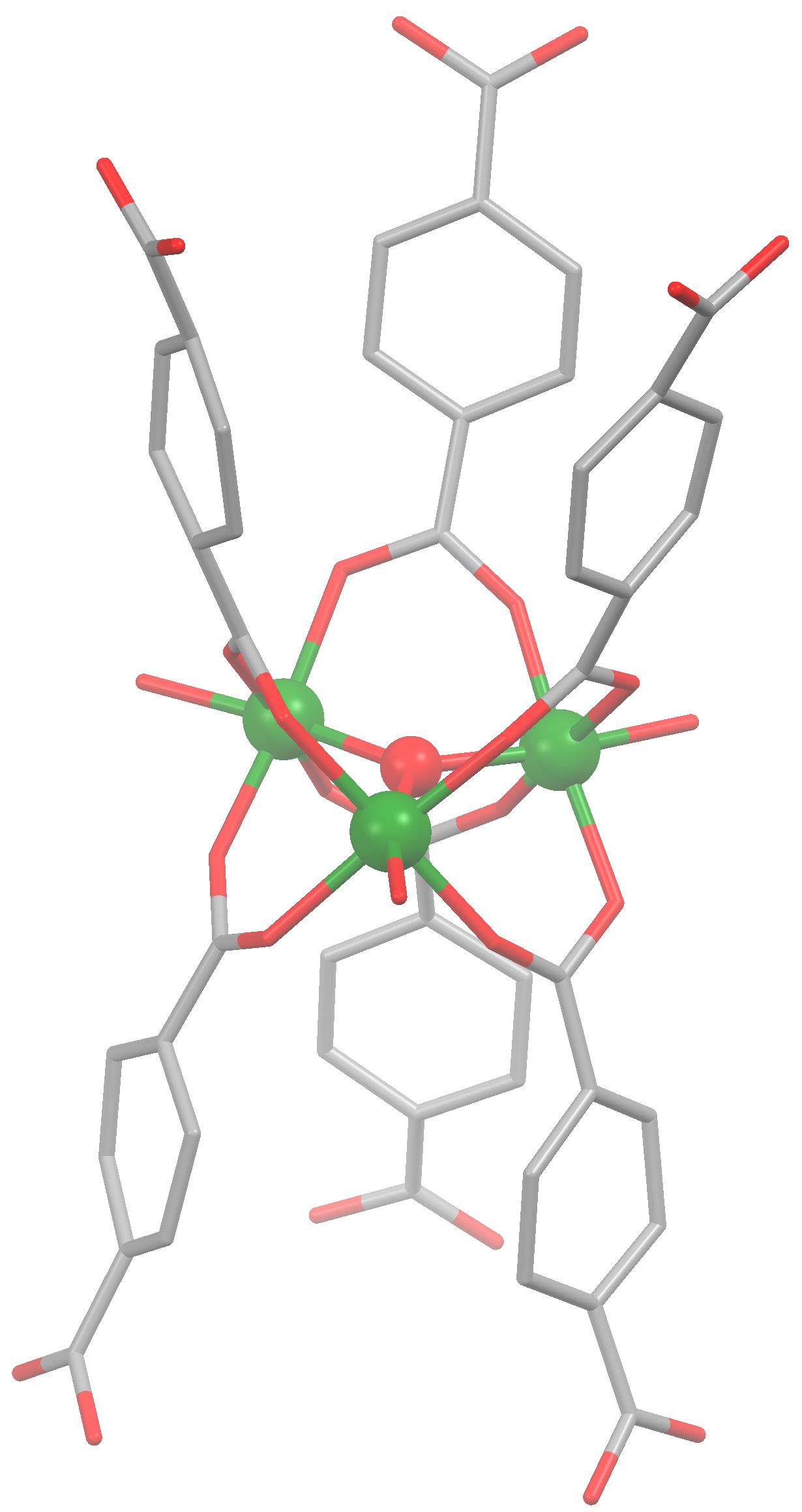
Trimere M_{3}O-Einheit, die sekundäre Baueinheit (SBU) von MIL-88B, an welche sechs Terephthalatlinker koordiniert sind. Metallzentren: grün, Sauerstoff: rot, Kohlenstoff: grau, Wasserstoffatome sind nicht dargestellt.

MIL-88B (MIL ⇒ Matériaux de l′Institut Lavoisier) ist die Bezeichnungen für eine Strukturfamilie, die zu der Materialklasse der Metall-organischen Gerüstverbindungen gehört. Die allgemeine Summenformel ohne die Berücksichtigung von Gastmolekülen in den Poren wird als M3X(H2O)2O(BDC)3 geschrieben, wobei M = dreiwertiges Metallzentrum (M3+), X = Cl−, F−, OH− und BDC = Benzol-1,4-dicarboxylat (Terephthalat, C8H4O4).

## Beschreibung
Metall-organische Gerüstverbindungen sind kristalline Materialien, in welchen Metallzentren durch Brückenliganden (sogenannte Linker) dreidimensional in sich wiederholenden Koordinationseinheiten verbunden sind. In der MIL-88B-Struktur sind die Metallzentren in trimeren M3O-Einheiten, den sogenannten sekundären Baueinheiten (SBU), angeordnet, welche durch Benzol-1,4-dicarboxylatlinker zu einer dreidimensionalen Struktur verknüpft sind. Zusätzlich sind an zwei der drei Metallzentren jeder sekundären Baueinheit Lösungsmittelmoleküle koordiniert, welche beim Erhitzen oder durch eine Vakuumbehandlung entfernt werden können. Dadurch werden koordinativ ungesättigte Metallzentren erhalten, die mit Gastmolekülen direkt wechselwirken können. Die MIL-88B-Struktur enthält stäbchenförmige, eindimensionale Poren parallel zur c-Achse der kristallographischen Elementarzelle und näherungsweise ovale, käfigartige Poren.

## Strukturelle Analoga
Die MIL-88B-Struktur wurde mit Eisen, Chrom,  Mangan, Vanadium und Scandium als Metallzentren hergestellt. Abgesehen von monometallischen MIL-88B-Materialien mit nur einer Sorte an Metallzentren wurden auch multimetallische Materialien hergestellt, welche gleichzeitig zwei oder mehr Metallzentren (Eisen, Chrom, Gallium, Cobalt, Mangan, Nickel) in der Gerüststruktur enthalten.
Anstatt Terephthalsäure können andere Linkermoleküle für die Herstellung von Materialien mit einer MIL-88-Struktur verwendet werden. Durch die Verwendung von kürzeren (z. B. Fumarsäure) oder längeren (z. B. 2,6-Naphthalindicarbonsäure oder 4,4'-Biphenyldicarbonsäure) Linkermolekülen wird die MIL-88-Struktur gestaucht oder gestreckt, wobei die stärksten Unterschiede entlang der kristallographischen c-Achse auftreten. Diese Materialien wurden entsprechend als MIL-88A, MIL-88C und MIL-88D benannt. Außerdem können verschiedene Terephthalsäurederivate anstatt Terephthalsäure für die Herstellung von Materialien mit MIL-88B-Struktur eingesetzt werden (z. B. Tetramethylbenzol-1,4-dicarboxylat).

## Gerüstisomerie
Es existieren weitere Strukturfamilien von Metall-organischen Gerüstverbindungen, die ebenfalls aus dreiwertigen Metallzentren und Terephthalat als Linkermolekül aufgebaut sind, jedoch eine andere Gerüststruktur besitzen. Dazu zählen MIL-101, MIL-53 (= MIL-47) und MIL-68. MIL-101 hat die gleiche Summenformel (M3O(OH)(BDC)3(H2O)2), sowie die gleiche sekundäre Baueinheit (isolierte, trimere M3O-Einheiten) wie MIL-88B. Im Gegensatz dazu besitzen MIL-53 und MIL-68 eine andere Summenformel (M(OH)(BDC)) und eine andere sekundäre Baueinheit (M-OH-Ketten). Die Synthesebedingungen (Temperatur, Lösungsmittel, Dauer, Modulatoren, Metall-Linker-Verhältnis) haben einen starken Einfluss darauf, welche Gerüststruktur erhalten wird. MIL-53 ist häufig die thermodynamisch stabilste Gerüststruktur und wird bei den Synthesen oft als zusätzliche, unerwünschte Phase erhalten.

## Eigenschaften
Die Gerüststruktur von MIL-88B-Materialien ist flexibel und kann sich abhängig von in den Poren befindlichen Gastmolekülen verändern. Bei diesem als Schwellen bezeichneten Vorgang werden keine chemischen Bindungen gebrochen oder neu geknüpft. Bei dem Übergang von der geschlossenen Form (enthält keine Gastmoleküle in den Poren) zu der offenen Form (enthält Gastmoleküle in den Poren) schrumpft die Elementarzelle entlang der c-Achse und expandiert entlang der a- und b-Achsen.